# Balançoire en feu
 (février 2014).
Si vous disposez d'ouvrages ou d'articles de référence ou si vous connaissez des sites web de qualité traitant du thème abordé ici, merci de compléter l'article en donnant les références utiles à sa vérifiabilité et en les liant à la section « Notes et références ».
Albums de Malicorne
Le Bestiaire
(1979) Les Cathédrales de l'industrie
(1986)
Balançoire en feu est le septième album studio du groupe folk français Malicorne, sorti en 1981.

## Historique
Hughes de Courson, ancien membre du groupe, est sur cet album musicien invité et producteur. Pour tenter de renouveler le répertoire du groupe Malicorne, les titres ne sont pas des chansons traditionnelles : ayant décidé de se séparer, le groupe fait appel pour cet album aux services d'Étienne Roda-Gil, parolier de variété française (collaborateur de nombre d'artistes importants de la chanson française) qui signe ici tous les textes.
Le style du parolier s'est mal accommodé du style de Malicorne. En cause notamment, un couplet sur la chanson "Petite Oasis" : « Après le marteau, le pastis / après le loto, l'exercice / après les bravos, les coulisses... » qui sera supprimé de la nouvelle version de la chanson figurant sur la compilation Marie de Malicorne (2005).
Gabriel Yacoub signe la musique des titres les plus marquants qu'il interprète également ("Paysans sans peur", "Soldat de la république", "Beau Charpentier / quand le cyprès").
L'album déroutera les fans et ne sera pas un grand succès[réf. nécessaire].

## Liste des titres
| No  | Titre                              | Paroles          | Musique                              | Durée |
| --- | ---------------------------------- | ---------------- | ------------------------------------ | ----- |
| 1.  | Balançoire en feu                  | Étienne Roda-Gil | Olivier Zdrzalik                     |       |
| 2.  | Vive la lune                       | Étienne Roda-Gil | Hugues de Courson                    |       |
| 3.  | Paysans sans peur                  | Étienne Roda-Gil | Gabriel Yacoub                       |       |
| 4.  | Chantier d'été                     | Étienne Roda-Gil | Olivier Zdrzalik                     |       |
| 5.  | Dans la rivière                    | Étienne Roda-Gil | Marie et Gabriel Yacoub              |       |
| 6.  | Soldat de la république            | Étienne Roda-Gil | Gabriel Yacoub                       |       |
| 7.  | Petite Oasis                       | Étienne Roda-Gil | Gabriel Yacoub                       |       |
| 8.  | Beau Charpentier / quand le cyprès | Étienne Roda-Gil | Gabriel Yacoub                       |       |
| 9.  | Le Couteau blond                   | Étienne Roda-Gil | Olivier Zdrzalik / Hugues de Courson |       |
| 10. | Balançoire en feu (reprise)        | Étienne Roda-Gil | Olivier Zdrzalik                     |       |

## Musiciens

### Malicorne
- Gabriel Yacoub : guitares acoustiques et électriques, mandoloncelle, gizmo, autoharpe, chant
- Marie Yacoub : dulcimer électrique et acoustique, percussions, chant
- Olivier Zdrzalik-Kowalski : basse, piano électrique, clavinet, synthétiseur, cloches tubulaires, chant
- Patrick Le Mercier : violon, guitare électrique solo, cornemuse écossaise, cromorne, lyra, chant
- Jean-Pierre Arnoux : batterie, percussions, kigophone

### Invités
- Hugues de Courson : piano, synthétiseur, orgue Hammond, glockenspiel, chant ;
- Iván Lantos : cornemuse bulgare, flûte Kaval ;
- Bertrand Da Rin : piano sur Beau Charpentier & Le Couteau blond ;
- Richard Galliano : accordéon, bandonéon.
- Jim Cuomo : saxophone ;
- Alain Hatot : saxophone soprano ;
- Martial Prost : cor anglais ;
- Gilbert Viatge : clarinette ;
- Romain Mayoral : clarinette ;
- Rémy Vasseur : trombone ;
- Michel Camicas : trombone ;
- Michel Bourzeix : xylophone ;
- Régis Dupré : chef d'orchestre (cuivres, bois) ;
- Véronique Harvey : chœurs.

## Crédits
- Production : Hughes de Courson
- Enregistrement et mixage : Vincent Chambraud au Studio de Flexanville
- Arrangement de Le Couteau blond : Bruno Coulais
- Photographie et illustration de couverture : Richard L. Schaeffer
- Photographie intérieure : Alain Marouani
- Graphisme : Jean-Felix Galletti

## Éditions
- Première édition en 33t : 1981 chez Elektra.
- Première édition en CD : 1996 chez Boucherie Productions.